# Puerto Ceiba
Puerto Ceiba es una villa del municipio de Paraíso ubicado en la subregión de la Chontalpa del estado mexicano de Tabasco.

## Geografía
La localidad se ubica a 3.9 kilómetros (en dirección sudeste) de la localidad de Paraíso, la cabecera y lugar más poblado del municipio. Se sitúa en las coordenadas geográficas 18°24′41″N 93°10′48″O / 18.411389, -93.180000, a una elevación de 6 metros sobre el nivel del mar.

## Demografía
Según el Conteo de Población y Vivienda 2020, efectuado por el Instituto Nacional de Estadística y Geografía, la localidad de Puerto Ceiba tiene 2,806 habitantes, de los cuales 599 son del sexo masculino y 584 del sexo femenino. Su tasa de fecundidad es de 2.19 hijos por mujer y tiene 781 viviendas particulares habitadas.
| Gráfica de evolución demográfica de Puerto Ceiba entre 1900 y 2020 |
|                                                                    |
| INEGI.                                                             |